# Zentralkrankenhaus Windhoek

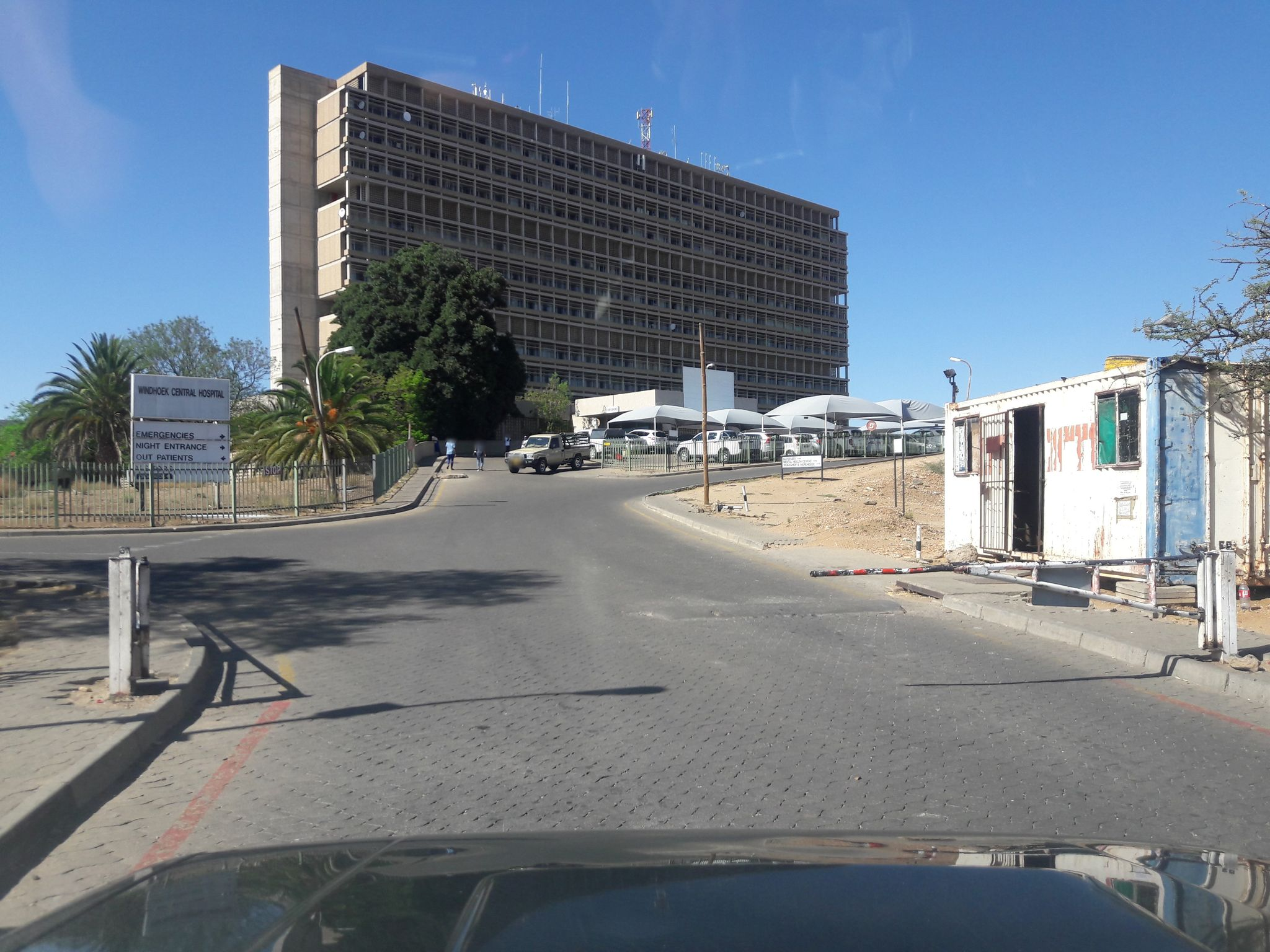
Zentralkrankenhaus Windhoek

Das Windhoeker Zentralkrankenhaus (englisch Windhoek Central Hospital, WCH) ist eins von zwei staatlichen Krankenhäusern in der namibischen Hauptstadt Windhoek. Das Krankenhaus liegt im Stadtteil Windhoek-Nord. Es ist das größte Krankenhaus des Landes. Es wurde 1982 errichtet und 1984 eröffnet.
Das WCH dient als eines von drei landesweiten Ausbildungszentren für Medizinstudenten der Universität von Namibia. Seit dem 17. November 2009 ist es das erste vollwertige Universitätskrankenhaus des Landes. Es ist zudem das einzige Staatskrankenhaus mit der höchsten Versorgungsstufe.

## Einrichtungen
Neben ambulanten und stationären Grundeinrichtungen verfügt das Krankenhaus über eine Augenklinik, eine psychiatrische, onkologische sowie eine radiologische Abteilung mit Computertomographen. Seit dem 23. Juni 2008 (offiziell eröffnet am 8. Oktober 2010) verfügt das Krankenhaus über eine kardiologische Abteilung, die als eine von nur dreien auf dem afrikanischen Kontinent Operationen am offenen Herzen durchführt.

## Zahlen
Im Zentralkrankenhaus arbeiten 1056 Personen. Die Bettenzahl beträgt 855. 2006 wurden mehr als 15.000 Patienten ambulant, knapp 16.000 stationär und 10.000 in der Augenklinik betreut. 7760 Operationen wurden durchgeführt.